# طريق فزان

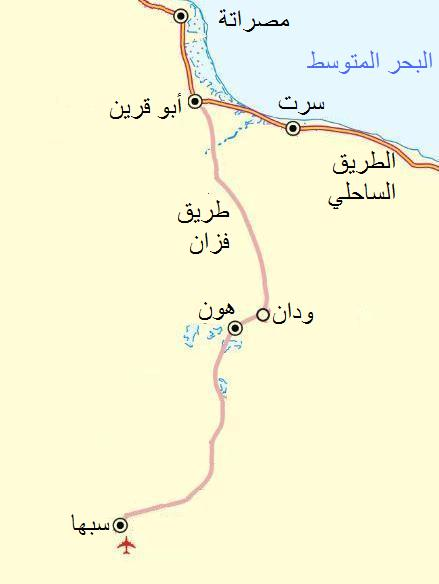
خريطة تبين طريق فزان، وكيفية اتصاله مع الطريق الساحلي

طريق فزان هو تسمية كانت تطلق على طريق معبد في ليبيا يربط ما بين أبو قرين، وسبها. يبلغ طواله حوالي 620 كم. تم إنشاء ها الطريق في ستينيات القرن العشرين، وهو أطول طريق يعبد في ليبيا بعد الطريق الساحلي الليبي، وهو على الأرجح أضخم مشروع في مجال النقل في ليبيا المستقلة في فترة ما قبل النفط. لكن أهمية هذا الطريق تضاءلت بعد تعبيد طريق مزدة-براك في ثمانينيات القرن العشرين.